# Namdaemun
Namdaemun o Sungnyemun es una puerta monumental situada en el centro de Seúl. De forma oficial se denomina Sungnyemun (Hangul: 숭례문; Hanja: 崇禮門; literalmente "Puerta de los Ceremoniales" (un compuesto sino-coreano de: 崇 sung, "honorable" (prefijo de respeto); 禮 nye, "ceremonia"; 門 mun, "puerta"), tal y como aparecía en una inscripción de madera en escritura Hanja situada en la parte superior, hoy destruida. Su función original era la de servir como marco dignificado para la recepción de embajadores. A su vez, las murallas de las que formaba parte estaban destinadas a controlar el acceso indiscriminado a la ciudad y a proteger esta de los tigres coreanos, animales ya desaparecidos del área desde mucho tiempo atrás. Nombre alternativo y popular es Namdaemun (Hangul: 남대문 Hanja: 南大門), literalmente "Gran Puerta del Sur" ( 南 nam, "sur"; 大 dae, "grande"; y 門 mun, "puerta"), pues esa era su situación en las murallas originales que rodeaban Seúl durante la dinastía Joseon. El monumento se encuentra situado junto al mercado del mismo nombre (Hangul:남대문시장 Hanja: 南大門市場), uno de los lugares más tradicionales y pintorescos de la ciudad. Este mercado, abierto durante las veinticuatro horas del día, ha venido funcionando desde hace varios siglos. La zona también cuenta con varias galerías comerciales. La puerta está situada a medio camino de la estación de Seúl y Seul City Plaza. Su dirección oficial en inglés es: Seoul Special City, Jung-gu, Namdaemun St 4-Ga 29.
La parte construida en madera fue devastada por el fuego el 10 de febrero de 2008. El responsable, de 69 años, fue un incendiario confeso identificado solo por su apellido, Chae, quien declaró que quemó el Namdaemun porque estaba furioso con el Gobierno.

## Historia

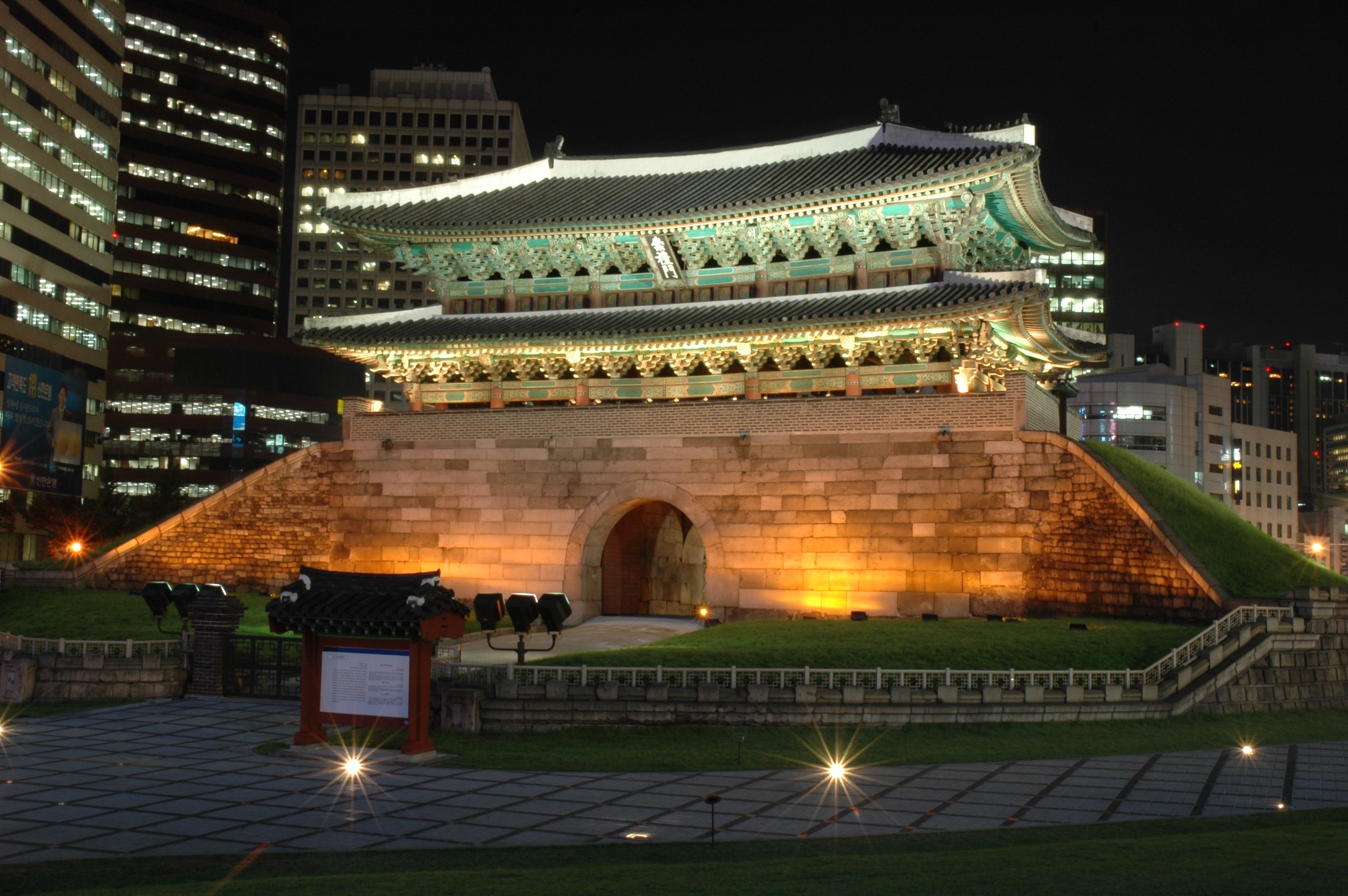
Monumento antes del incendio de febrero de 2008.

Hasta los sucesos del 10 de febrero de 2008, Sungnyemun ha sido la construcción de madera más antigua de Seúl. La erección de esta puerta comenzó en 1395 durante el quinto año del reinado de Taejo de Joseon, y se concluyó en 1398. Sufrió una renovación durante el mandato de Sejong el Grande (1447) y el décimo año del de Seongjong (1479) y otras varias a lo largo de la historia.
Durante los primeros años del siglo XX las murallas que rodeaban la ciudad fueron demolidas por el gobierno japonés con el argumento de mejorar el tráfico en la zona. Algunos historiadores sostienen que uno de los motivos que apresuraron la destrucción de las murallas de Seúl fue la visita a la ciudad del Príncipe Heredero japonés al que se consideraba figura demasiado elevada como para pasar por la estrecha entrada de la puerta. En el año 1907 el monumento fue cerrado al público después de que se construyera un tranvía que pasaba por las proximidades.
Sufrió daños considerables durante la guerra de Corea. En el año 1961 se efectuaron reparaciones de importancia. El 20 de diciembre de ese año recibió la nominación de "Tesoro Nacional Número Uno" por el gobierno del Estado. Conmemorando el fin de las obras de reparación, el 14 de mayo de 1963 se llevó a cabo una gran ceremonia.
El entorno de la puerta se mejoró en 2005 con la habilitación de un área de césped a su alrededor. Nuevamente se abrió con gran pompa al público  el 3 de marzo de 2006. Durante el proceso se llevó a cabo un estudio de 182 páginas en previsión de futuras contingencias que pudiera sufrir partes de su estructura más vulnerables.

## Destrucción

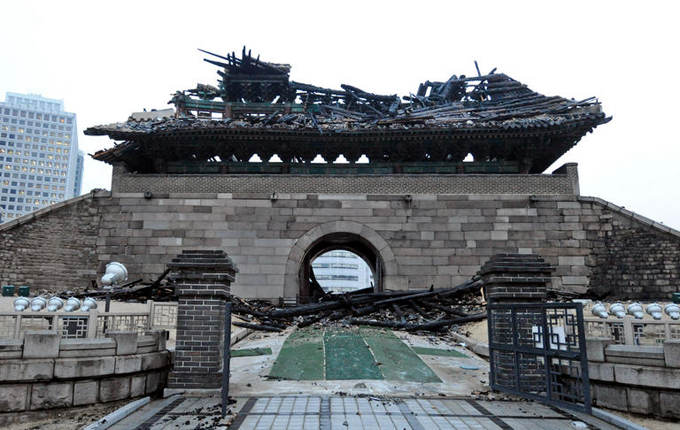
Tras el incendio.

Aproximadamente a las ocho y media de la noche del 10 de febrero de 2008, se inició un fuego que consumió completamente la estructura de madera de la parte superior de la puerta. Un centenar de bomberos lucharon para controlar las llamas, que no causaron heridos.
El 11 de febrero la policía investigaba las causas del desastre. Inicialmente se consideró que se trataba de un suceso fortuito, sin embargo varios testigos afirmaron haber visto a un hombre sospechoso, poco antes de que se declarara el incendio. Dos mecheros desechables fueron recogidos en el punto de los escombros, donde se supone que comenzó el fuego. Consecuentemente, las investigaciones de la policía se centraron en la posibilidad de que se tratase de la obra de incendiarios.
Según informó la agencia de noticias Yonhap, un hombre de 69 años había confesado la autoría del incendio. El presunto culpable, identificado únicamente por su apellido, Chae, fue detenido en 2006, tras haber causado que una parte del Palacio Real de Seúl fuera pasto de las llamas. Según informó la policía, el sospechoso confesó que había estado planeando el golpe durante varios meses. La aparente causa de su acción sería su rabia contra el Gobierno, al considerar no haber recibido suficiente compensación por un terreno de su propiedad, reconvertido en "zona de desarrollo urbanístico". Un capitán de policía informó del "modus operandi" del crimen del Sr. Chae fue el siguiente: primero roció el suelo de la estructura con disolvente de pintura, y a renglón seguido prendió fuego a esta sustancia.
Fuentes del Gobierno Coreano aseguran que se tardará unos tres años en reconstruir el monumento y que el presupuesto ascenderá aproximadamente a unos 21 millones de dólares.  El presidente electo Lee Myung-bak propuso el iniciar una campaña privada de donaciones para financiar la restauración de la puerta.

### Vídeos
- La noticia en la televisión coreana
- Vídeo del incendio
- Vídeo del estado de la puerta antes del incendio
- Vídeo nocturno antes del desastre

- Datos: Q465345
- Multimedia: Sungnyemun / Q465345